# San Antonio (Alajuela)
San Antonio è un distretto della Costa Rica facente parte del cantone di Alajuela, nella provincia di Alajuela.